# Four à poterie de La Bâtisse
Le four à poterie de La Bâtisse est un four de potier datant de la fin du XVIIIe siècle, situé à La Bâtisse, hameau de Moutiers-en-Puisaye, en France.

## Présentation
L'édifice est inscrit au titre des monuments historiques en 1985.